# Dasyhelea sinclairi
Dasyhelea sinclairi är en tvåvingeart som beskrevs av Art Borkent 1991. Dasyhelea sinclairi ingår i släktet Dasyhelea och familjen svidknott. Inga underarter finns listade i Catalogue of Life.